# Linard
Linard là một xã thuộc tỉnh Creuse trong vùng Nouvelle-Aquitaine miền trung nước Pháp. Xã này nằm ở khu vực có độ cao trung bình 360 mét trên mực nước biển.

## Địa lý
Thị trấn có cự ly khoảng 12 dặm (19 km) về phía bắc Guéret gần tuyến đường D6 và giao lộ với đường D56. Sông Petite Creuse tạo thành ranh giới phía nam của xã.

## Dân số
| 1962                                                        | 1968 | 1975 | 1982 | 1990 | 1999 | 2005 |
| ----------------------------------------------------------- | ---- | ---- | ---- | ---- | ---- | ---- |
| 247                                                         | 311  | 276  | 266  | 226  | 204  | 206  |
| Số liệu điều tra dân số từ năm 1962 Dân số chỉ tính một lần |      |      |      |      |      |      |

## Địa điểm nổi bật
- Nhà thờ St.Martin, từ thế kỷ 14.
- Dấu vết của lâu đài Gaillard.
- Nhà thờ thế kỷ 15.